# Über die von der molekularkinetischen Theorie der Wärme geforderte Bewegung von in ruhenden Flüssigkeiten suspendierten Teilchen
Über die von der molekularkinetischen Theorie der Wärme geforderte Bewegung von in ruhenden Flüssigkeiten suspendierten Teilchen (sobre o movimento de pequenas partículas em suspensão dentro de líquidos em repouso, tal como exigido  pela teoria cinético-molecular do calor) foi um artigo científico de autoria de Albert Einstein e publicado na revista Annalen der Physik em Maio de 1905. Foi uma importante publicação sobre o movimento browniano dos fluidos.
Antes deste artigo, os átomos eram reconhecidos como um conceito útil, mas os físicos e químicos debatiam se os átomos seriam entidades reais. A discussão estatística de Einstein sobre o comportamento atómico deu aos experimentalistas uma maneira de contar átomos olhando através de um ordinário microscópio.
Wilhelm Ostwald, um dos líderes da escola anti-átomo, disse mais tarde a Arnold Sommerfeld que ele tinha se tinha convertido à crença nos átomos pela completa explicação de Einstein sobre o movimento browniano.